# Плам-Крік (Вірджинія)
Плам-Крік (англ. Plum Creek) — переписна місцевість (CDP) в США, в окрузі Монтгомері штату Вірджинія. Населення — 1350 осіб (2020).

## Географія
Плам-Крік розташований за координатами 37°7′38″ пн. ш. 80°30′12″ зх. д. / 37.12722° пн. ш. 80.50333° зх. д. (37.127113, -80.503405).  За даними Бюро перепису населення США в 2010 році переписна місцевість мала площу 3,98 км², з яких 3,98 км² — суходіл та 0,00 км² — водойми.

## Демографія
Згідно з переписом 2010 року, у переписній місцевості мешкали 1524 особи в 627 домогосподарствах у складі 418 родин. Густота населення становила 383 особи/км².  Було 664 помешкання (167/км²).
Расовий склад населення:
| - 94,4 % — білих - 1,4 % — чорних або афроамериканців - 0,7 % — азіатів - 0,6 % — корінних американців - 1,1 % — осіб інших рас |

До двох чи більше рас належало 1,8 %. Частка іспаномовних становила 2,7 % від усіх жителів.
За віковим діапазоном населення розподілялося таким чином: 23,3 % — особи молодші 18 років, 67,0 % — особи у віці 18—64 років, 9,7 % — особи у віці 65 років та старші. Медіана віку мешканця становила 36,8 року. На 100 осіб жіночої статі у переписній місцевості припадало 94,9 чоловіків;  на 100 жінок у віці від 18 років та старших — 91,3 чоловіків також старших 18 років.
Середній дохід на одне домашнє господарство  становив 35 915 доларів США (медіана — 30 022), а середній дохід на одну сім'ю — 43 769 доларів (медіана — 52 813). Медіана доходів становила 36 576 доларів для чоловіків та 29 167 доларів для жінок. За межею бідності перебувало 19,9 % осіб, у тому числі 41,6 % дітей у віці до 18 років та 0,0 % осіб у віці 65 років та старших.
Цивільне працевлаштоване населення становило 772 особи. Основні галузі зайнятості: роздрібна торгівля — 21,5 %, науковці, спеціалісти, менеджери — 20,2 %, мистецтво, розваги та відпочинок — 15,4 %, освіта, охорона здоров'я та соціальна допомога — 13,9 %.